# ハブ (動物)
ハブ（波布、飯匙倩、学名：Protobothrops flavoviridis）は、爬虫綱有鱗目クサリヘビ科ハブ属に分類されるヘビ。別名ホンハブ。ハブ属の模式種。
なお、近年の分子系統解析により、奄美群島の個体群と沖縄諸島の個体群の間には、別種レベルの遺伝的な差がある、また現在別種とされているトカラハブと奄美群島産ハブとは亜種レベルの差しかない、とされたが、これに基づいた分類学的な変更は2024年現在までなされていない。

## 分布
日本固有種で、南西諸島のうち、いわゆる中琉球に属する以下の計22島に生息する。
- 奄美群島：奄美大島、枝手久島、加計呂麻島、請島、与路島、徳之島
- 沖縄諸島（慶良間諸島を含む）：伊平屋島、伊江島、水納島、瀬底島、古宇利島、屋我地島、沖縄本島、藪地島、浜比嘉島、平安座島、宮城島（うるま市・大宜味村両方とも）、伊計島、渡嘉敷島、渡名喜島、奥武島、久米島

### 分布の特異性
ハブ類は南西諸島において、飛び石状の特異な分布をしていることが知られている。北からトカラ列島南部に近縁種のトカラハブが、奄美群島と沖縄諸島にはハブとヒメハブが、八重山諸島にはサキシマハブが生息するが、宮古諸島には生息しない。奄美大島、徳之島、沖縄本島にはハブがいるが、その間の沖永良部島、与論島には生息しない。沖縄本島周辺では、伊江島、伊平屋島には生息するが、その間の伊是名島にはいない。久米島、渡名喜島には生息するが、粟国島は2017年以降に目撃・捕獲されるようになるまで長らくいないとされてきた。慶良間諸島でも、渡嘉敷島には生息するが、座間味島にはいないなど、近接した島でも生息する島と生息しない島に分かれている。
ただし沖縄本島では、人為的に持ち込まれたサキシマハブ、タイワンハブが飼育施設から逸出して、繁殖・定着している。
島ごとの各種ハブの自然分布がこのようになった理由について、現在考えられているのは、間氷期の海進の影響である。南西諸島の島々は、大きく分けて隆起石灰岩からなる標高の低い島と、火成岩からなる標高の高い島があり、低い方の島は、最高部でも標高が100-200mほどしかない。そこで、以下のような仮説が立てられる。
1. 氷河期に陸続きであった琉球列島に、ハブ類が分布を広げた。
2. 氷期が終わり、海面が上がり、島々が孤立。
3. さらに海水面が上昇し、低い島は水没、陸上動物は全滅した。
4. 海水面が下がると低い島も顔を出すが、ハブは渡って来られない。

ヒメハブがいるのにハブがいない島、その逆にハブはいるがヒメハブはいない島などもあり、詳細については問題もあるが、大ざっぱに言えば、ハブのいない島は標高の低い島であり、固有種も少ない傾向がある。

## 形態

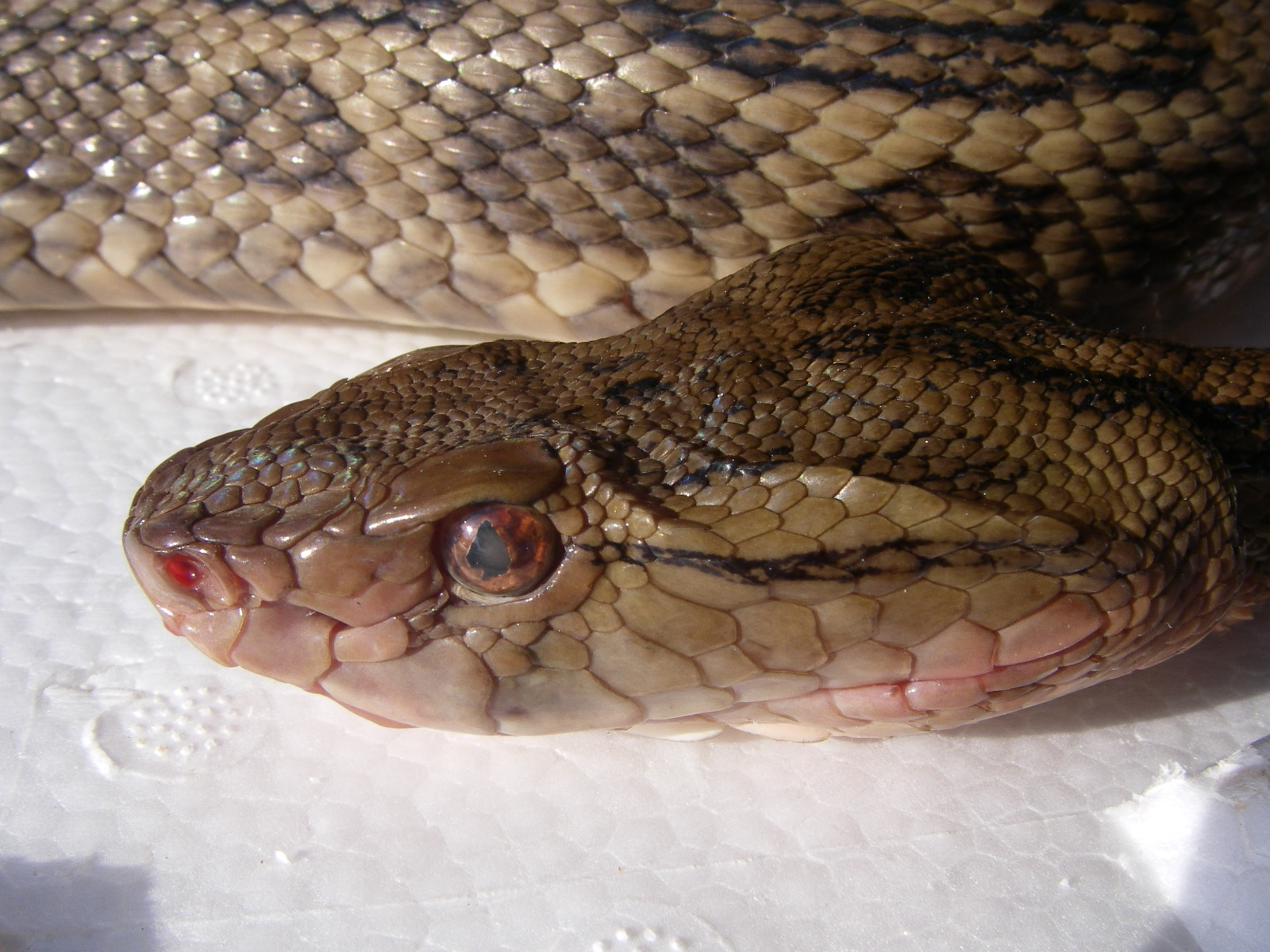
ハブの頭部 この個体は眼線を始め紋様がやや薄い

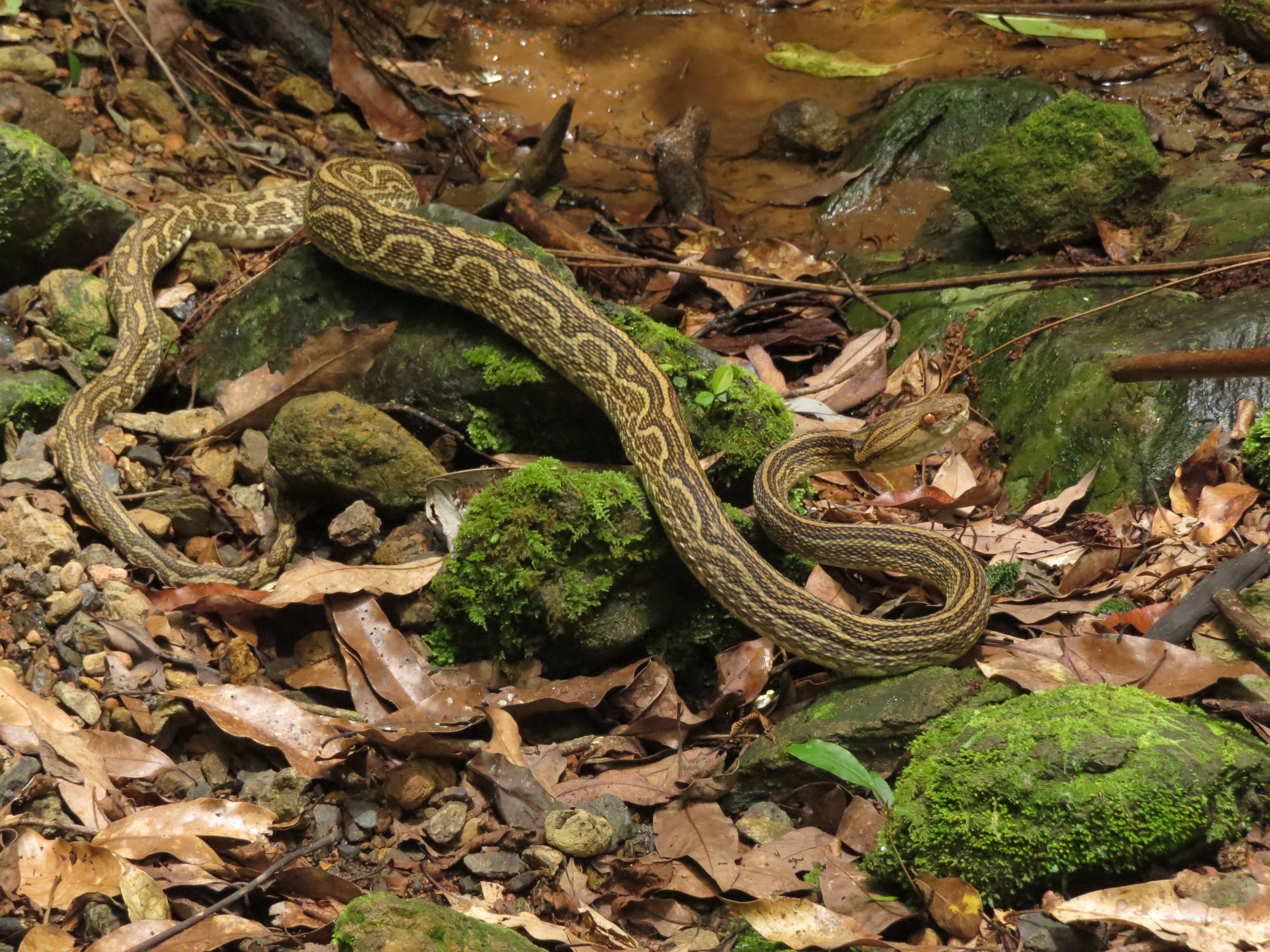
ハブ 奄美大島産

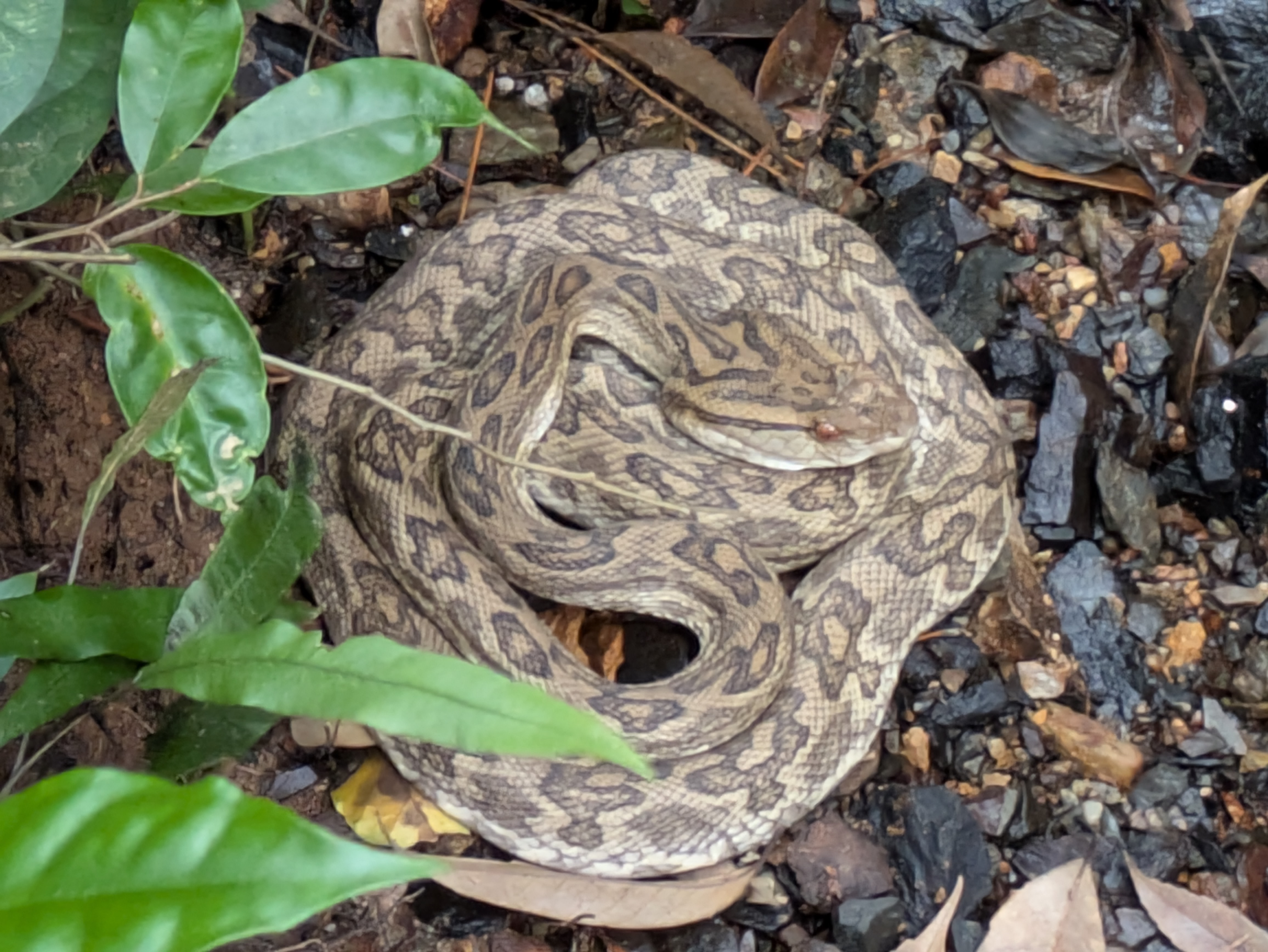
ハブ　徳之島産

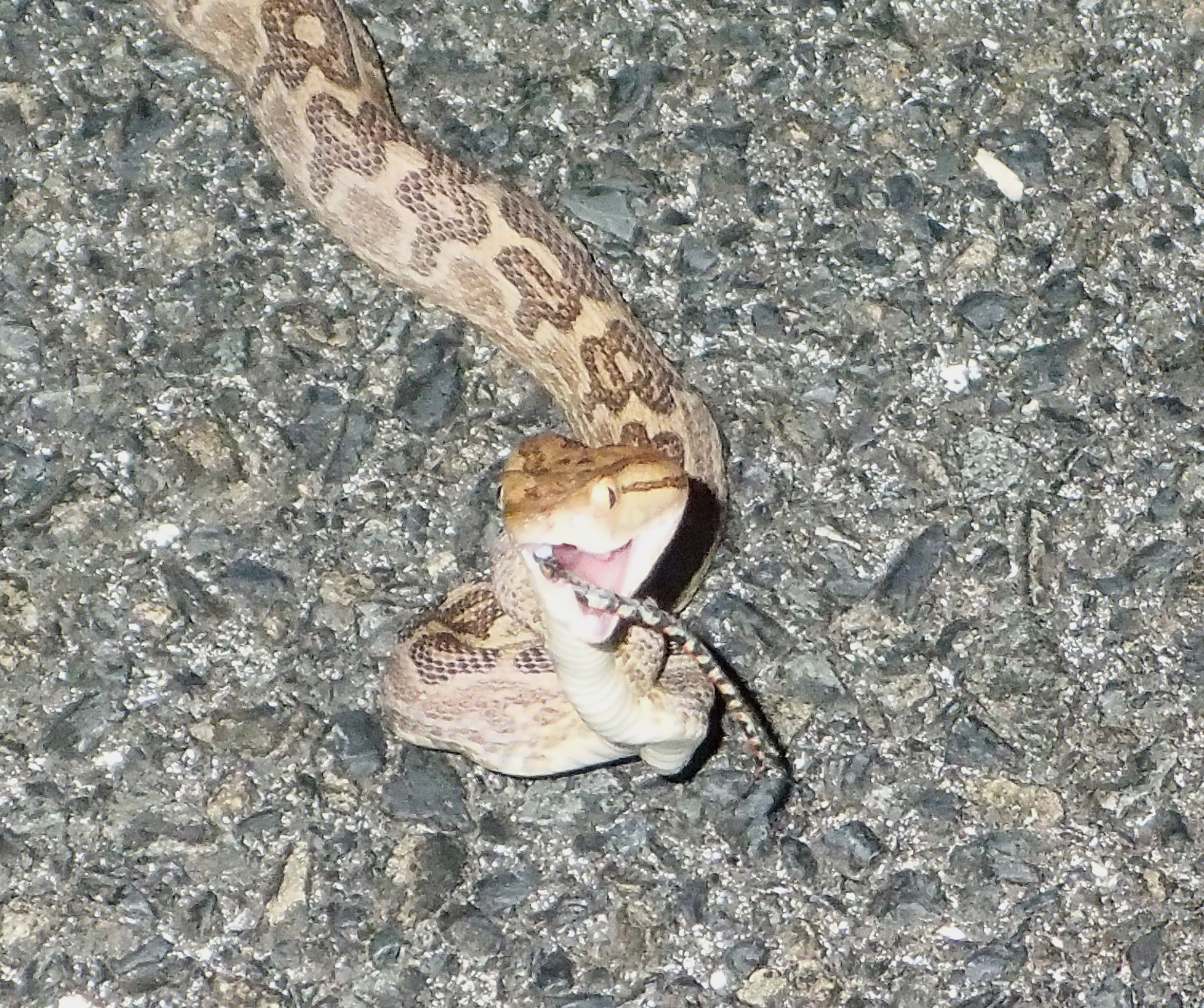
アカマタの死骸を摂食するハブ‐奄美大島大和村-2015年8月12日

全長100 - 240センチメートル。体重1.35キログラム。
2011年10月12日に沖縄本島北部の恩納村で体長242cm・体重2.9kg程度の個体が、また奄美大島では2009年7月16日に体長226cm・体重3.15 kg、胴回りの最大周が約20cmの個体が捕獲されている。ハブ属内でも大型であり、要因として本種の生息地にナメラ属が分布しなかったことにより本種がその生態的地位（ニッチ）を占めたとする説もある。
種小名flavoviridisは「黄緑」の意。

## 毒
毒性はニホンマムシよりも弱いが、毒牙が1.5センチメートルと大型で毒量が100 - 300ミリグラムと多い。1回の咬傷にあたり平均22.5ミリグラム、最大103ミリグラムの毒液を排出する。
局所的な症状としては患部の腫張や疼痛があり、直接的あるいは局部の腫張に伴う循環機能の圧迫により間接的に患部の壊死・機能障害を引き起こすこともある。四肢へ咬傷された場合は、拘縮により運動障害を残すこともある。嘔吐・腹痛・下痢・血圧低下、意識障害などの症状も引き起こし、血液凝固成分も含まれるが血液凝固異常や急性腎不全を引き起こすことは少ない。一度咬傷されたことがある場合は、急激な血圧低下や気管狭窄といった重篤な症状を伴うアナフィラキシーショックを引き起こすこともある。咬傷された場合は循環不全によるショック状態に陥るため、血清の使用などによる迅速な処置が必要になる。致死量は体重1キログラムあたり乾燥重量にして6ミリグラム。

## 生態
夜行性で、昼間は穴の中などで休む。平地から山地の森林、草原、水辺、農地に棲む。地表でも樹上でも活動する。ネズミを追って、人家周辺にも入り込む。沖縄式の墓は、石垣を高く積み、藪や森の近くに作られるので、ハブがよく棲み着くと言われる。実際に発見される場としては、サトウキビ畑も多い。サトウキビ畑は、年に一回の刈り取り以外は高い草に覆われ、外部からハブが侵入する機会が多い。これを全て刈り取るので、その際に発見される。ただし、サトウキビ畑で常時生活しているものではなく、本島南部のように、森林も藪も少なくて一面にサトウキビ畑という環境では、ハブの出現は少なくなる。性質は非常に攻撃性が強く、ピット器官で感知したものには即座に襲いかかる。攻撃時には体の2/3ほども伸ばして毒牙を立てる。このしなる鞭のように俊敏なハブの攻撃は、現地の人は「ハブに打たれる」と称しているほどである。
主に哺乳類（クマネズミ属・アマミノクロウサギなど）、鳥類、爬虫類、両生類、魚類などを食べる。クマネズミ属は食性の82.5 %を占めるとする報告例もある。幼蛇は、爬虫類や両生類を食べる傾向が強い。また、生きた個体を捕食するだけでなく、死体を摂食することもある。
繁殖形態は卵生。4月に交尾を行い、オス同士で絡みつき合い争う（コンバットダンス）。7月に1回に4 - 15個の卵を産む。卵は約40日で孵化する。

### マングースとの関係
ハブを捕食する生物は、猛禽類などが知られる。ただし、猛禽類や後述するマングース（フイリマングース）共に積極的に本種を捕食することはなく、特に離島においてハブは生態系の頂点に立っているケースが多い。天敵とすべく海外からフイリマングースが持ち込まれたものの、むしろハブを捕食するどころか、現地のウサギや野鳥や昆虫といった離島独特の希少種を捕食し、絶滅危惧種に陥った在来種が多く存在する。加えて農作物や鶏など多くの家畜も食い荒らしただけでなく、家屋に浸入してペットのイエネコを襲った例もあった。このためマングースは日本国内において完全な害獣と化し、当初の目的とは逆に環境省などにより駆除作業が進められている。そもそもマングースにとってもハブを捕食する行為は非常に危険を伴い、そのため、他に餌を補充できる環境があるならば、それを積極的に行う必要は全く無い。これらの結果、マングースの移入は外来種持ち込みの失敗例として頻繁に取り上げられている。
かつては沖縄や奄美の各地で観光客向けにハブとマングースを戦わせるショーが行われていたが、動物愛護法の改正により禁止されたため中止された。一部の施設では、戦いの様子を写した映像を上映している。

## 人間との関係

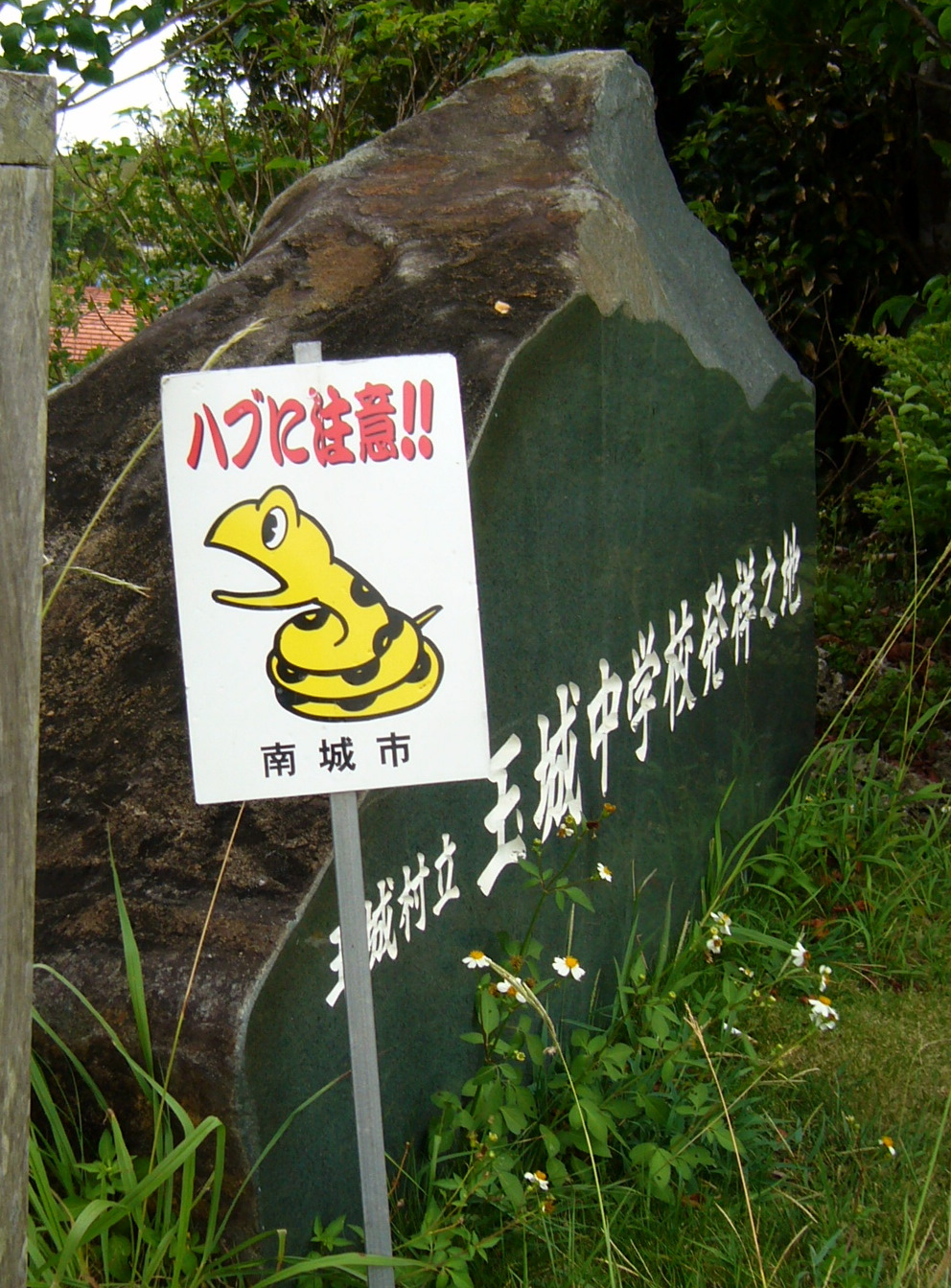
南城市

咬傷例は減少傾向にあり1970年代は年あたり約300人だったが、1990年代には約100人、2015年は30人未満とされている。近年は血清の普及により本種の咬傷による死亡例はほぼなくなっているが、1979 - 1999年は年あたり0 - 2人の死亡例（83-84・86・91・93 - 96年は死亡報告例なし。81・87 - 89・98年は2人死亡。）がある。死亡例は咬傷後24時間以内で75 %、48時間以内で90 %。
本種の血清は1904年に北島多一によって作成され、1905年に実際に投与されるようになった。この血清は液体で、冷蔵庫が普及する前の時代にもかかわらず冷温保存が必要であり保存期間が短かったが、後に沢井芳男によって凍結乾燥させた血清が開発された。後にハブ毒中和作用のあるEDTAなどを添加した血清が作出され、筋肉注射だけでなく静脈注射も併用して行われるようになったため筋肉の壊死による後遺症も減少した。1965年からは無毒化した毒素や高純度トキソイドによる予防接種が開始されたが、2003年にトキソイドを作成していた研究所の閉鎖に伴い予防接種は終了した。
薩摩藩では1865年 - 1870年に、卵を含め駆除した者に玄米を賞与として与えていた。
採集や駆除により、生息数は減少している。人為的に移入されたサキシマハブやタイワンハブとの交雑による、遺伝子汚染も懸念されている。
現代でも駆除促進のためハブを買い取る自治体がある。
2018年、ハブのゲノム解読完了を沖縄科学技術大学院大学、九州大学、東北大学などの研究グループが発表した。従来より効果が高い血清開発などへの応用を目指している。
沖縄・奄美の農家にとっては、害獣であるネズミを退治する益獣としての側面も持つ。『完本 毒蛇』（小林照幸著、文春文庫）では、ハブについて、「毒さえなければ、ハブほど役に立つ動物はいない。」という記述があるほどである。一方、ネズミを追って人家に侵入することもあり、飼い猫の子猫を捕食した例も報告されている。人の生活の中で接する機会は多いことから、最も危険な毒蛇の一つに数えられている。また、ハブには非常に強い攻撃性があるために森林への立ち入りが恐れられ、結果的に琉球列島の森林環境を良好に保ってきたとも言われている。
沖縄戦後、沖縄本島の各所に駐留している在日米軍沖縄駐留部隊にとってもハブは大きな脅威であり、"Habu"という和名は在日米軍内でも本種を指す単語として通じる程である。また"Habu"はアメリカ空軍でも航空機のニックネームに用いられており、ロッキード社製の超音速戦略偵察機・SR-71 ブラックバードは嘉手納基地に配備された際には"Habu Plane"（ハブ・プレーン）のニックネームが用いられている。
TVドラマ版『男はつらいよ』では、車寅次郎はハブ獲り名人となって一旗上げることを目指して奄美大島に渡り、ハブに咬まれて死亡したことが語られるという最終回となっている。

### ハブ酒などの有効利用
ハブの皮は肉を削ぎ取り、なめして艶を出すなどの加工を施して財布や名刺入れなどに使われるが、三線の皮にするには、巾が足りない。また、ハブ酒や蛇料理（主に唐揚げ）用にも出荷にされる。毒蛇の被害防止を兼ねてハブを生け捕るハブ獲り（捕り）と呼ばれる人々もいる。
このうちハブ酒とは、酒の中にハブを漬け込み、成分の一部を抽出させた酒の品種（リキュール）である。ベースとする酒は奄美大島・徳之島の黒糖焼酎、沖縄の泡盛、鹿児島の芋焼酎、沖縄、徳之島のラム酒などの蒸留酒である。漢方由来のマムシ酒と同じく蛇酒で、薬酒の一種とされる。
主なハブ酒メーカーに南都酒造所、南島酒販、龍泉酒造、八重泉酒造、ヘリオス酒造、小正醸造、オリエンタル酒造（閉業）等がある。

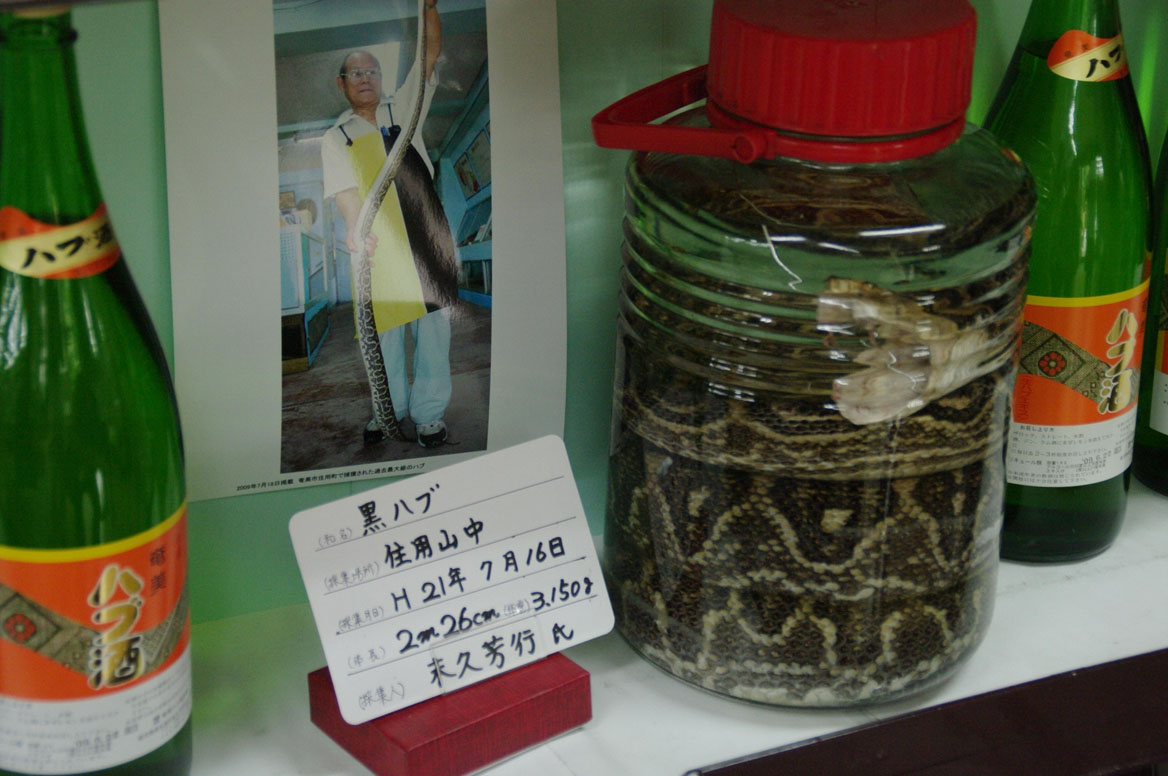
奄美大島のハブ酒（奄美観光ハブセンター、2009年7月）。上述の2009年7月16日捕獲個体が漬けられている。
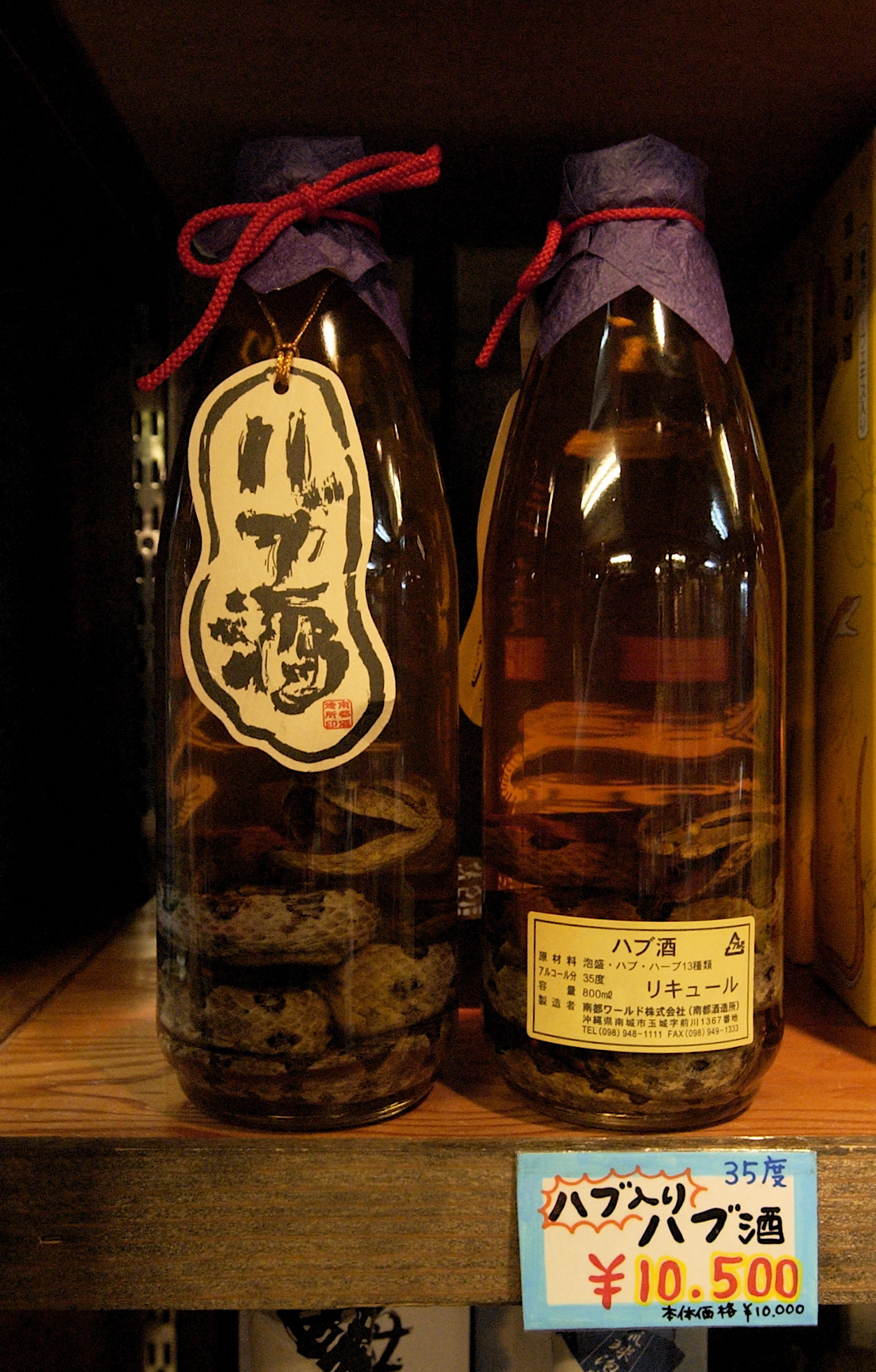
ハブ酒